# 11011 ІПМК
11011 ІПМК (11011 KIAM) — астероїд головного поясу, відкритий 22 жовтня 1981 року.
Тіссеранів параметр щодо Юпітера — 3,497.
Названий на честь Інституту прикладної математики ім. Келдиша.